# Choi Ye-na
Choi Ye-na ( hangul: 최예나; Seul, 29 de setembro de 1999), conhecida mononimamente como Yena, é uma cantora e atriz sul-coreana. Ela é uma ex-integrante do girl group Iz*One depois de terminar em quarto lugar no reality show de sobrevivência de girl group da Mnet, Produce 48. Atualmente ela é solista e atriz da Yuehua Entertainment. Yena fez sua estreia solo em 17 de janeiro de 2022, com o lançamento de seu primeiro EP Smiley.

## Vida pregressa
Choi nasceu em 29 de setembro de 1999, em Gil-Dong, Gangdong-gu, Coreia do Sul. Ela é irmã mais nova do cantor e ator Choi Sung-min. Quando criança, ela foi diagnosticada com linfoma.

## Carreira

### Pré estréia
Ela é uma ex-trainee da Polaris Entertainment antes de ingressar na Yuehua Entertainment. Choi foi apresentadora de Cooking Class da SBS em 2017.

### 2018–2021:Produce 48, Iz*One, atividades solo
De 15 de junho a 31 de agosto de 2018, Choi (juntamente com os membros do Everglow, Kim Si-hyeon e Wang Yiren) representou a Yuehua Entertainment no reality show de sobrevivência de grupos femininos Produce 48. Ela finalmente ficou em quarto lugar e estreou com Iz*One. O EP de estreia do grupo , Color*Iz, foi lançado em 29 de outubro de 2018, com "La Vie en Rose" servindo como single principal.
Após sua estreia com Iz*One, Yena se tornou um membro do elenco de Prison Life of Fools, ao lado de JB de Got7, Jang Do-yeon, Jeong Hyeong-don e muitos mais.
Em 21 de dezembro de 2020, Yena foi anunciada como uma das integrantes do elenco do programa de variedades misterioso Girls High School Mystery Class. O programa é o primeiro programa de variedades de conteúdo original da TVING.
Após a separação de Iz * One em abril de 2021, Choi se tornou uma integrante do elenco do Idol Dictation Contest da TVING. Ela também se juntou aos painéis fixos de MC para Fireworks Handsome, da tvN Story, e Game of Blood, da MBC. Em 6 de agosto de 2021, Yena foi confirmada como a única MC do programa de variedades da web do Studio Waffle, Yena's Animal Detective. O web show começou a ser exibido em 24 de agosto Choi fez sua estreia como atriz no final daquele ano, interpretando Oh Na-ri na segunda temporada da série da web The World of My 17.

### 2022–presente: estreia solo
Em 1º de janeiro de 2022, Yena anunciou por meio de suas redes sociais que faria sua estreia solo com o EP Smiley em  Ela fez sua estréia na Mnet 's M Countdown em 20 de janeiro apresentando " Smiley ". Em 10 de fevereiro de 2022, Choi conquistou sua primeira vitória em um programa de música no M Countdown da Mnet.
Choi lançou seu segundo EP, Smartphone, em 3 de agosto de 2022.
Em janeiro de 2023, Choi lançou um pôster confirmando seu retorno com seu primeiro single álbum, Love War, em 16 de janeiro. Choi lançou seu segundo single álbum "Hate XX" em 27 de junho. A faixa principal, "Hate Rodrigo", co-escrita por Choi, refere-se a cantora pop americana Olivia Rodrigo, e a letra descreve o conceito de uma "inveja fofa" em relação a Rodrigo, que seria um objeto tanto de inveja quanto admiração. O clipe de "Hate Rodrigo" foi também lançado em 27 de junho, contando com imagens de Rodrigo. Dois dias após o lançamento do clipe, a Yehua Entertainment privou a visualização do vídeo por "possíveis violações de marca registrada, direitos de imagem e direitos autorais". O clipe foi então re-upado com alterações significantes, incluíndo a remoção de cenas que mostravam posteres de Rodrigo nas paredes.
Em agosto, Choi fez seu debut japonês com a versão japonesa do single "Smiley", com a participação da rapper japonesa Chanmina. Choi lançou o seu segundo single japonês, "DNA", em 7 de fevereiro de 2024.
Choi lançou seu segundo EP Good Morning em 15 de janeiro de 2024. Em 30 de setembro Choi lançou seu terceiro single álbum, Nemonemo. Em 18 de dezembro, foi anunciado que Choi faria seu retorno como atriz no sitcom familiar Villains Everywhere.
Choi participou da faixa "Loser" de Jin, integrante do BTS, presente no álbum Echo, lançado em 16 de maio de 2025. Em 29 de julho, a cantora lançou seu quarto EP, Blooming Wings. 

## Discografia

### Mini-álbuns (EP)
| Título         | Detalhes | Posições máximas nas paradas | Vendas         |
| Título         | Detalhes | KR                           | Vendas         |
| -------------- | --- | ---------------------------- | -------------- |
| Smiley         | - Lançamento: 17 de Janeiro de 2022 - Gravadora: Yuehua Entertainment - Formatos: CD, download digital, streaming Faixas 1. Before Anyone Else 2. SMILEY (Feat BIBI) 3. Lxxk 2 U 4. PRETTY BOYS 5. VACAY                            | 2                            | - COR: 123,302 |
| Smartphone     | - Lançamento: 3 de agosto de 2022 - Gravadora: Yuehua Entertainment - Formatos: CD, download digital, streaming Faixas 1. "Make U Smile" 2. "Smartphone" 3. "WithOrWithOut" 4. "Lemon-Aid" 5. "U"                                   | 3                            | - COR: 138,339 |
| Good Morning   | - Lançamento: 15 de janeiro de 2024 - Gravadora: Yuehua Entertainment - Formatos: CD, download digital, streaming Faixas 1. "Good Morning" 2. "Good Girls in the Dark" 3. "Damn U" 4. "The Ugly Duckling"                           | 2                            | COR: 77,667    |
| Blooming Wings | - Lançamento: 29 de julho de 2024 - Gravadora: Yuehua Entertainment - Formatos: CD, download digital, streaming Faixas 1. "Drama Queen" 2. "Being a Good Girl Hurts" 3. "Hello, Goodbye" 4. "Anyone But You (feat. Miryo)" 5. "364" | 10                           | COR: 31,290    |

### Álbuns individuais
| Título   | Detalhes | Posições máximas nas paradas | Vendas         |
| Título   | Detalhes | KR                           | Vendas         |
| -------- | --- | ---------------------------- | -------------- |
| Love War | - Lançamento: 16 de janeiro de 2023 - Gravadora: Yuehua Entertainment - Formatos: CD, download digital, streaming Lista de músicas 1. "Intro; Love Is Over" 2. "Wash Away" 3. "Love War" (featuring Be'O) | 6                            | - COR: 124,270 |
| Hate XX  | - Lançamento: 27 de junho de 2023 - Gravadora: Yuehua Entertainment - Formatos: CD, download digital, streaming Faixas 1. "Bad Hobby" 2. "Hate Rodrigo (feat. Yuqi)" 3. "Wicked Love"                     | 11                           | COR: 101,297   |
| Nemonemo | - Lançamento: 30 de setembro de 2024 - Gravadora: Yuehua Entertainment - Formatos: CD, download digital, streaming Faixas 1. "Nemonemo" 2. "Sugar" 3. "It was love"                                       | 5                            | COR: 48,009    |

### Singles
| Título                                                                                    | Ano  | Posições máximas nas paradas | Posições máximas nas paradas | Álbum                       |
| Título                                                                                    | Ano  | KR                           | CORBillb.                    | Álbum                       |
| ----------------------------------------------------------------------------------------- | ---- | ---------------------------- | ---------------------------- | --------------------------- |
| "Smiley" (com Bibi)                                                                       | 2022 | 8                            | 9                            | Smiley                      |
| "Smartphone"                                                                              | 2022 | 119                          | —                            | Smartphone                  |
| "Love War" (com Be'O)                                                                     | 2023 | 71                           | —                            | Love War                    |
| "Hate Rodrigo" (com Yuqi)                                                                 | 2023 | 117                          | —                            | Hate XX                     |
| "Good Morning"                                                                            | 2024 | 178                          | —                            | Good Morning                |
| "Nemonemo"                                                                                | 2024 | 35                           | —                            | Nemonemo                    |
| "Being a Good Girl Hurts"                                                                 | 2025 | —                            | —                            | Blooming Wings              |
| Lançamentos Japoneses                                                                     |      |                              |                              |                             |
| "Smiley" (com Chanmina)                                                                   | 2023 | —                            | —                            | Não fazem parte de um álbum |
| "DNA"                                                                                     | 2024 | —                            | —                            | Não fazem parte de um álbum |
| "—" denota uma gravação que não entrou nas paradas ou não foi lançada naquele território. |      |                              |                              |                             |

### Créditos de produção[43]
| Ano  | Artista    | Canção                   | Álbum            | Letra | Música |
| ---- | ---------- | ------------------------ | ---------------- | ----- | ------ |
| 2020 | Iz*One     | With*One                 | Oneiric Diary    | Yes   | Não    |
| 2021 | Iz*One     | Lesson                   | Single sem álbum | Não   | Yes    |
| 2022 | Choi Ye-na | Before Anyone Else       | Smiley           | Yes   | Yes    |
| 2022 | Choi Ye-na | Smiley                   | Smiley           | Yes   | Não    |
| 2022 | Choi Ye-na | Lxxk 2 U                 | Smiley           | Yes   | Não    |
| 2022 | Choi Ye-na | Pretty Boys              | Smiley           | Yes   | Não    |
| 2022 | Choi Ye-na | Make U Smile             | Smartphone       | Yes   | Não    |
| 2022 | Choi Ye-na | Smartphone               | Smartphone       | Yes   | Não    |
| 2022 | Choi Ye-na | WithOrWithOut            | Smartphone       | Yes   | Yes    |
| 2023 | Choi Ye-na | Wash Away                | Love War         | Yes   | Sim    |
| 2023 | Choi Ye-na | Love War                 | Love War         | Yes   | Sim    |
| 2023 | Choi Ye-na | Hate Rodrigo             | Hate XX          | Sim   | Yes    |
| 2023 | Choi Ye-na | Smiley (versão japonesa) | Single sem álbum | Sim   | Não    |
| 2024 | Choi Ye-na | Good Morning             | Good Morning     | Sim   | Sim    |
| 2024 | Choi Ye-na | The Ugly Duckling        | Good Morning     | Sim   | Sim    |
| 2025 | Choi Ye-na | Being a Good Girls Hurts | Blooming Wings   | Sim   | Não    |
| 2025 | Choi Ye-na | Hello, Goodbye           | Blooming Wings   | Sim   | Não    |

## Filmografia

### Séries de televisão
| Ano  | Título              | Rede    | Papel      | Notas  | Ref.   |
| ---- | ------------------- | ------- | ---------- | ------ | ------ |
| 2025 | Villains Everywhere | KBS 2TV | Gu Won-hee | Sitcom | [ 44 ] |

### Webséries
| Ano  | Título                       | Rede         | Papel    | Notas              | Ref.   |
| ---- | ---------------------------- | ------------ | -------- | ------------------ | ------ |
| 2021 | The World of My 17: Season 2 | tvN D STUDIO | Oh Na-ri | Principal lideraça | [ 45 ] |

### Programas de televisão
| Ano  | Título                           | Papel             | Ref.          |
| ---- | -------------------------------- | ----------------- | ------------- |
| 2017 | Cooking Class                    | Anfitriã          | [ 46 ] [ 47 ] |
| 2018 | Produce 48                       | Concorrente       | [ 48 ]        |
| 2019 | Prison Life of Fools             | Membro do elenco  | [ 49 ]        |
| 2021 | Fireworks Handsome               | Anfitriã          | [ 15 ]        |
| 2021 | Game of Blood                    | Anfitriã          | [ 50 ]        |
| 2022 | New Festa                        | Participante      | [ 51 ]        |
| 2022 | Fantastic Family                 | Palestrante       | [ 52 ]        |
| 2022 | Family Register Mate             | Membro especial   | [ 53 ]        |
| 2022 | Is the parting will be a recall? | Juíza             | [ 54 ]        |
| 2023 | M Countdown                      | Anfitriã Especial | [ 55 ]        |
| 2023 | HMLYCP                           | Membro do elenco  | [ 56 ]        |
| 2023 | Girls Night Out                  | Anfitriã          | [ 57 ]        |

### Web shows
| Ano       | Título                          | Papel            | Notas                                   | Ref.          |
| --------- | ------------------------------- | ---------------- | --------------------------------------- | ------------- |
| 2021      | Girls High School Mystery Class | Membro do elenco | Episódios 1–16 / Temporada 1            | [ 58 ]        |
| 2021      | Yena's Animal Detective         | Anfitriã         |                                         | [ 59 ]        |
| 2021      | The World of My 17              | Oh Na-ri         | Temporada 2                             | [ 60 ]        |
| 2021–2022 | Idol Dictation Contest          | Membro do elenco | DoReMi Market spin-off / Temporadas 1–2 | [ 61 ] [ 62 ] |
| 2021–2022 | Girls High School Mystery Class | Membro do elenco | Temporada 2                             | [ 63 ]        |
| 2022      | The Door: To Wonderland         | Membro do elenco | Temporada 2                             | [ 64 ]        |

### Programas de rádio
| Ano  | Título       | Papel             | Notas                     | Ref.   |
| ---- | ------------ | ----------------- | ------------------------- | ------ |
| 2022 | Idol Radio 2 | Locutora de rádio | 23 de junho – 30 de julho | [ 65 ] |

## Prêmios e indicações
| Cerimônia de premiação       | Ano  | Categoria                           | Nomeado(s)                      | Resultado | Ref.   |
| ---------------------------- | ---- | ----------------------------------- | ------------------------------- | --------- | ------ |
| Asia Artist Awards           | 2022 | Prêmio de Melhor Músico             | Choi Ye-na                      | Venceu    | [ 66 ] |
| Blue Dragon Series Awards    | 2022 | Melhor Nova Artista Feminina        | Girls High School Mystery Class | Indicado  | [ 67 ] |
| Brand Customer Loyalty Award | 2021 | Artista Ídolo Feminino (Daesang)    | Choi Ye-na                      | Venceu    | [ 68 ] |
| Brand Customer Loyalty Award | 2022 | Melhor Cantora Estreante            | Choi Ye-na                      | Venceu    | [ 69 ] |
| Brand Customer Loyalty Award | 2022 | Melhor Artista Ídolo Feminino       | Choi Ye-na                      | Venceu    | [ 69 ] |
| Brand of the Year Awards     | 2021 | Ídolo Artista do Ano (Feminino)     | Choi Ye-na                      | Indicado  | [ 70 ] |
| Brand of the Year Awards     | 2022 | Melhor Artista Solo Novato          | Choi Ye-na                      | Venceu    | [ 71 ] |
| Circle Chart Music Awards    | 2023 | Novo Ícone do Ano                   | Choi Ye-na                      | Venceu    | [ 72 ] |
| Circle Chart Music Awards    | 2023 | Canção do Ano – Janeiro             | "Smiley" (com. Bibi)            | Indicado  | [ 73 ] |
| Genie Music Awards           | 2022 | Melhor Artista Solo Feminina        | Choi Ye-na                      | Indicado  | [ 74 ] |
| Golden Disc Awards           | 2023 | Canção Digital Bonsang              | "Smiley" (com. Bibi)            | Indicado  | [ 36 ] |
| Golden Disc Awards           | 2023 | Artista Novato do Ano               | Choi Ye-na                      | Indicado  | [ 75 ] |
| Hanteo Music Awards          | 2023 | Prêmio Trend Wannabe Icon           | Choi Ye-na                      | Venceu    | [ 37 ] |
| Korea First Brand Awards     | 2023 | Artista Solo Feminina Mais Esperada | Choi Ye-na                      | Venceu    | [ 76 ] |
| MAMA Awards                  | 2022 | Melhor Artista Feminina Revelação   | Choi Ye-na                      | Indicado  | [ 39 ] |
| MAMA Awards                  | 2022 | Escolha Mundial dos Fãs Top 10      | Choi Ye-na                      | Indicado  | [ 39 ] |
| MAMA Awards                  | 2022 | Artista do Ano                      | Choi Ye-na                      | Indicado  | [ 39 ] |
| MAMA Awards                  | 2022 | Canção do Ano                       | "Smiley" (com. Bibi)            | Indicado  | [ 39 ] |
| MAMA Awards                  | 2022 | Melhor Performance de Dança – Solo  | "Smiley" (com. Bibi)            | Indicado  | [ 39 ] |
| Melon Music Awards           | 2022 | Melhor Artista Solo Feminina        | Choi Ye-na                      | Indicado  | [ 77 ] |
| Melon Music Awards           | 2022 | Prêmio Top 10 Artista               | Choi Ye-na                      | Indicado  | [ 77 ] |
| Melon Music Awards           | 2022 | Artista do Ano                      | Choi Ye-na                      | Indicado  | [ 77 ] |